# Cyclocephala variolosa
Cyclocephala variolosa är en skalbaggsart som beskrevs av Hermann Burmeister 1847. Cyclocephala variolosa ingår i släktet Cyclocephala och familjen Dynastidae. Inga underarter finns listade i Catalogue of Life.